# Belsenplatz (Düsseldorf)
Der Belsenplatz ist der Verkehrsknotenpunkt im Düsseldorfer Stadtteil Oberkassel, welcher am westlichen Ende der Magistrale Luegallee, nördlich des Greifweges und südlich der Hansaallee im Stadtbezirk 4 liegt. An dieser neuralgischen Stelle mit seinen 150 Metern Länge und 100 Metern Breite, in der Form eines Dreiecks, befinden sich acht Haltestellen für Bahnen und Busse im Abstand von bis zu 140 Metern. Weitere Radialstraßen des Belsenplatzes sind die zugehörige Belsenstraße und die Sonderburgstraße.

## Geschichte

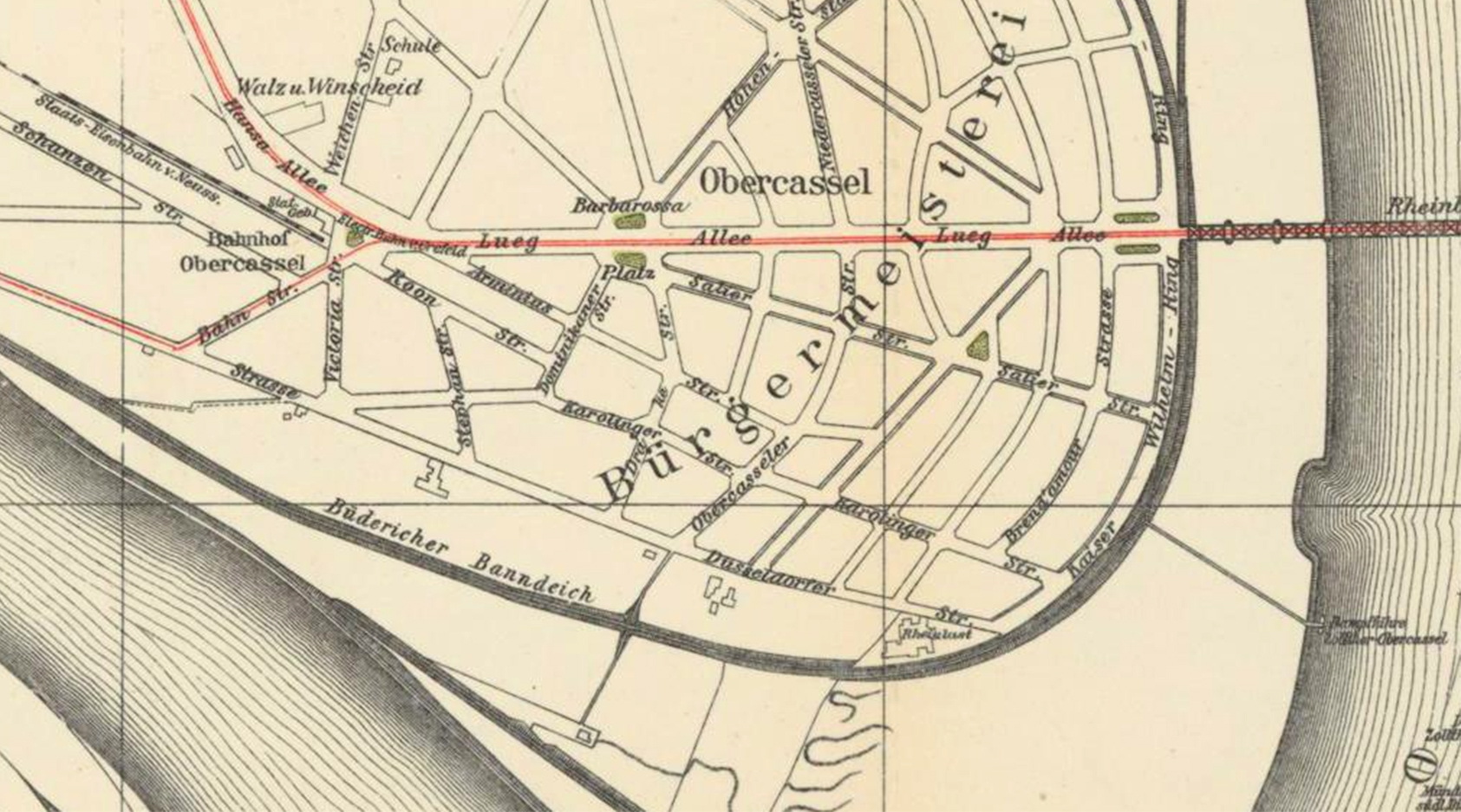
Kartenausschnitt Düsseldorf-Oberkassel mit Straßennamen vor Eingemeindung, 1905

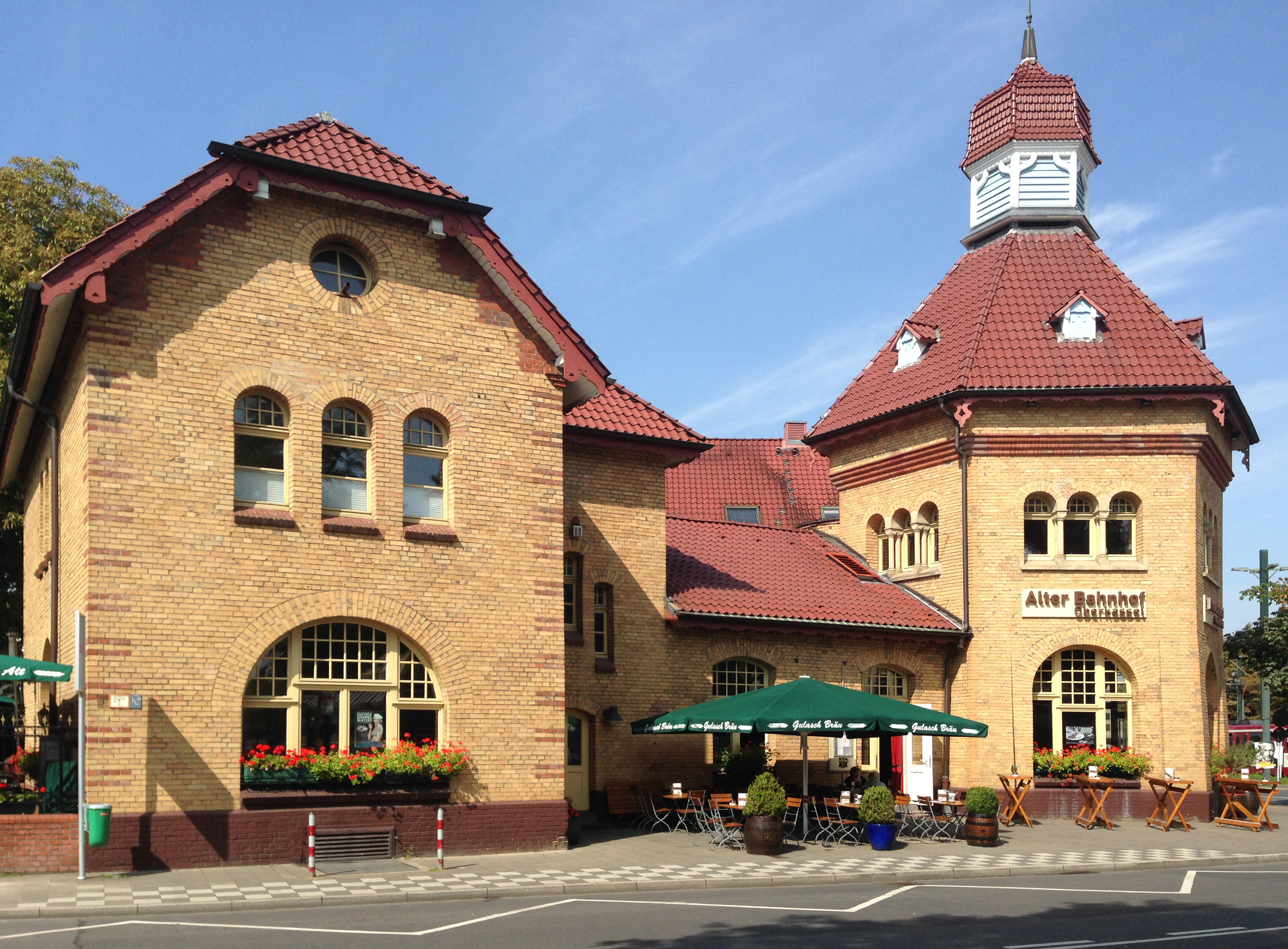
Alter Bahnhof Oberkassel, 2016

Der Belsenplatz war ein Ort, an welchem sich vormals vermutlich eine Schonung von Bäumen befunden hatte, da der Gewannname des Platzes laut Adressbuch von 1905 von „Belse“, präziser von „In den Belsen“, hergeleitet wurde, was im Südniederfränkischen so viel wie inmitten von Pappeln oder Espen-Bäumen hieß. Zu Zeiten der Römer verlief längs des Rheins entlang des Niedergermanischen Limes eine große Militärstraße von Colonia (Köln) bis nach Batavodurum (Nimwegen). Diese Straße verlief westlich von Heerdt, sparte die Halbinsel aus und sicherte den Rhein als Grenze gegen die Germanen. An dieser Handels- und Heerstraße lag das Legionslager Novaesium im heutigen in Neuss-Gnadental, nur ca. 10 Kilometer vom Belsenplatz entfernt. Mitte des 14. Jahrhunderts deckte das Kirchspiel Heerdt den ganzen Rheinbogen ab, zugehörig neben dem Dorf Heerdt waren die bescheidenen bäuerlichen Siedlungen von Oberkassel, Niederkassel, Ober- und Niederlörick sowie die Rheinaue. Nach Westen schloss ein Waldgürtel, der Heerdter Busch, die Halbinsel ab. Die Gemarkung gehörte der Äbtissin vom adligen Damenstift St. Quirin, welche die wesentlichen Einkünfte aus dem Kirchspiel bezog und den Heerdter Pfarrer ernannte, der daraufhin zur einzigen Autorität im Kirchspiel wurde.
Erst im 17. Jahrhundert begann die Expansion Düsseldorfs auf das linke Rheinufer. Mit der Unterzeichnung der Wiener Kongressakte am 9. Juni 1815 und Beginn der Zuordnung der Rheinlande zum Preußen wurde die Landgemeinde Heerdt dem Landkreis Neuß zugeschlagen. 1839 wurde dann mit einer Pontonbrücke die erste halbwegs feste Verbindung zwischen Düsseldorf und Oberkassel errichtet.
Nach dem Bau der Oberkasseler Brücke 1898 wurde die Rheinstation auf den Rheinwiesen, der seit 1854 dortig bestehende Bahnhof der Königlichen Direktion der Aachen-Düsseldorf-Ruhrorter Eisenbahn, mit der 1846 gegründeten Aachen-Neuß-Düsseldorfer Eisenbahngesellschaft, welche Oberkassel mit Neuss verband, auf den heutigen Belsenplatz verlegt. Von dort führte die „Staatseisenbahn von Neuss“ (siehe Kartenausschnitt 1905) von Düsseldorf-Oberkassel entlang des Greifwegs in Richtung Neuss. Auch wurde mit dem Bau der Oberkasseler Brücke die technische Voraussetzung für die schienengebundene Überquerung des Rheins geschaffen. Am 15. Dezember 1898 wurde von der 1896 gegründeten Rheinische Bahngesellschaft AG, kurz Rheinbahn, die Elektrische Bahnverbindung in Betrieb genommen, die von Düsseldorf über den Belsenplatz nach Moers und Krefeld führte. 1901 kam als Abzweig vom Belsenplatz die Stadtbahnstrecke nach Neuss dazu.
Ab 1902 diente der im Jahre 1898 erbaute heute unter Denkmalschutz stehende Alte Oberkasseler Bahnhof nur noch dem Güterverkehr. Bereits 1901 soll aus dem Bahnhof eine Gastwirtschaft gemacht worden sein, die seit 1911 von der Familie Vossen bis Ende der 1980er Jahre als beliebter Treffpunkt geführt wurde. Die Rheinische Bahngesellschaft errichtete einen neuen, starken Deich und durchzog Oberkassel mit einem Netz von Straßen. Die Entwicklung von Grundstücken entlang der neuen Bahntrasse war zur Finanzierung der Bahnbaus vorgesehen. Ab 1906 bis 1914 erfolgte eine rege Bautätigkeit. Durchschnittlich wurden in jedem Jahr hundert neue Häuser gebaut und die Einwohnerzahl stieg von 4400 im Jahr 1895 auf 11.400 im Jahr 1907. Durch die Ausdehnung des bebauten Stadtraumes, die Industrialisierung in umliegenden Ortschaften sowie die Erschließung derselben durch Eisenbahn und Straßen wurde im August die Eingemeindung der Bürgermeisterei Heerdt nach Düsseldorf nötig und der Bahnhofsvorplatz in „Belsenplatz“ umbenannt. Die von dort fortlaufende „Bahn Straße“ bekam gleichzeitig ihren neuen Namen „Belsenstraße“, denn eine Bahnstraße gab es schon in Düsseldorf-Stadtmitte. Der Bahnhof der Staatsbahn, ab 1924 der Deutschen Reichsbahn-Gesellschaft am Belsenplatz war zu einem enorm wichtigen Knotenpunkt geworden. Alle von Düsseldorf kommenden Straßen- und Fernbahnen fuhren zum Belsenplatz. Dort trennten sie sich in die Richtungen Neuss, Krefeld, Moers.
Der Belsenplatz trennt bis heute das alte und das andere Oberkassel voneinander. Hinter dem gutbürgerlichen Oberkassel begann das industrielle Oberkassel mit dem Gelände des ehemaligen Güterbahnhofs Oberkassel, welcher den Bahnbetrieb im Jahre 1981 eingestellt hatte. 1899 hatte sich die Rheinbahn vertraglich das Monopol auf die Versorgung von Heerdt und Oberkassel mit Gas und Strom gesichert. Das Bahngelände ließ sich hervorragend dafür nutzen. Entlang der Hansaallee, benannt nach der Verbindung deutscher Kaufleute, entstanden, neben einem Straßenbahndepot ein Elektrizitätswerk (Kraftzentrale) der Rheinischen Bahngesellschaft. Sogar mit einer Ziegelei sicherte die Gesellschaft für eine Zeitlang das Monopol für Baustoffherstellung. 1971 zog die Rheinbahn, nach einem Umzug in den 1920er Jahren, mit ihrer Zentrale wieder nach Oberkassel. 2017 wurde das Grundstück an der Hansaallee für rund 50 Millionen Euro verkauft und die Zentrale zog nach Lierenfeld.
In den Nachkriegsjahren des Zweiten Weltkrieges wurde der Alte Oberkasseler Bahnhof für kurze Zeit wieder als Personenbahnhof eingesetzt. 1992 wurde der denkmalgeschützte Bahnhof als Wahrzeichen wiederbelebt und das „Belsenbräu“, seit 2011 das „Gulasch Alt“, vor den Augen der Gäste gebraut.

## Anliegende Gebäude

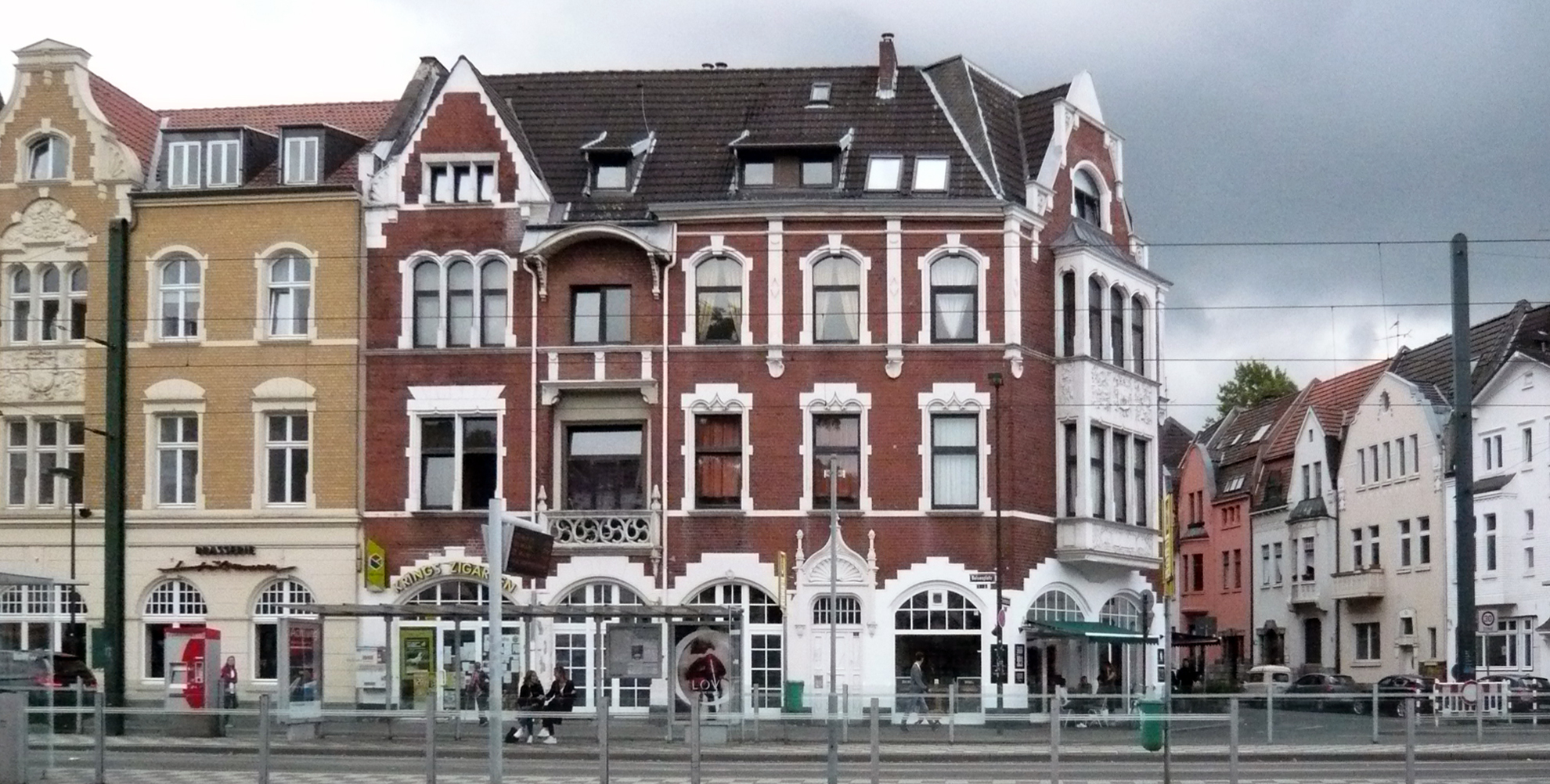
Belsenstraße 1 und 3, 2016

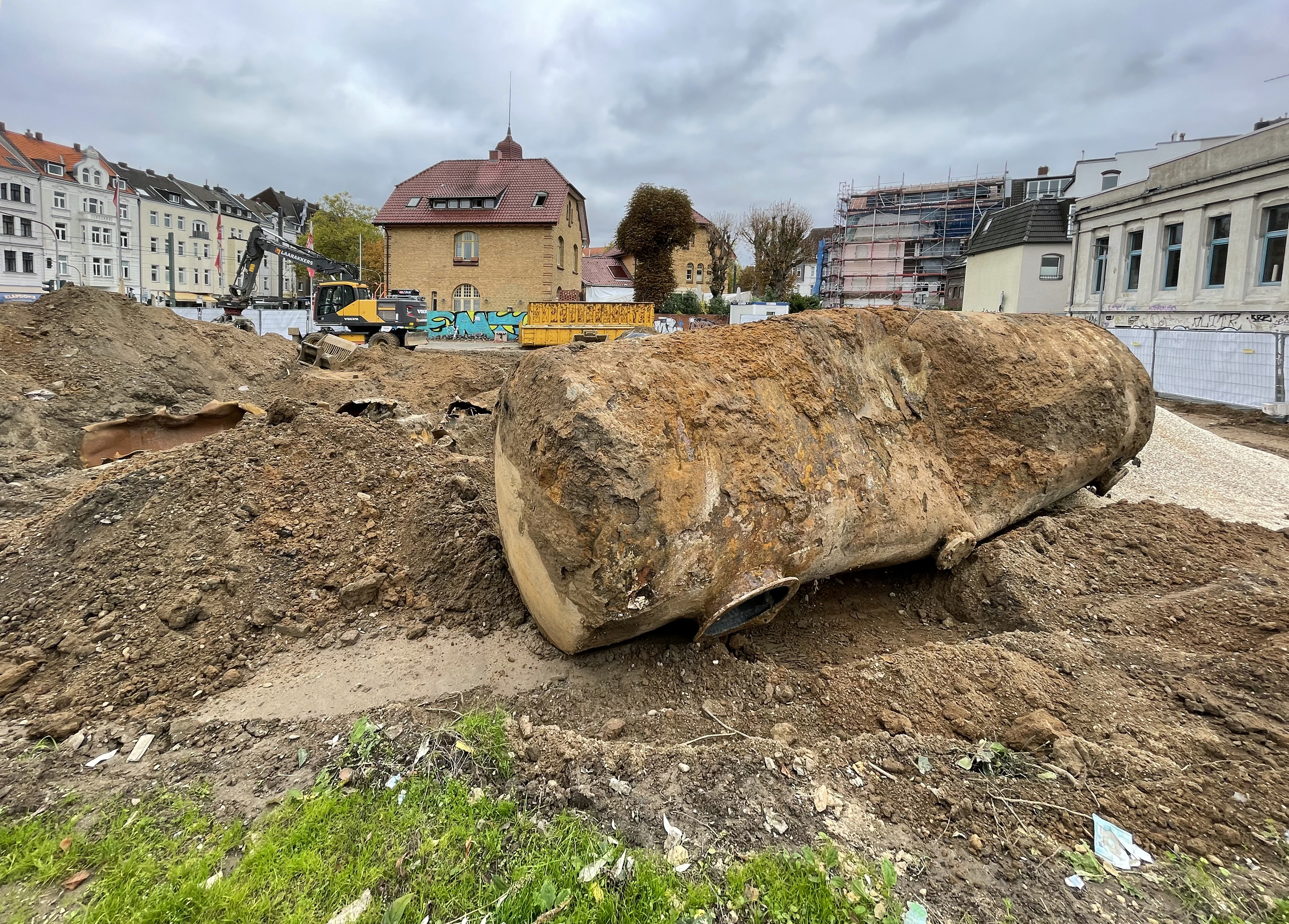
Baugrube hinter dem Brauhaus Alter Bahnhof (ehemalig Chateau Rix) mit altem Kraftstofftank (2022)

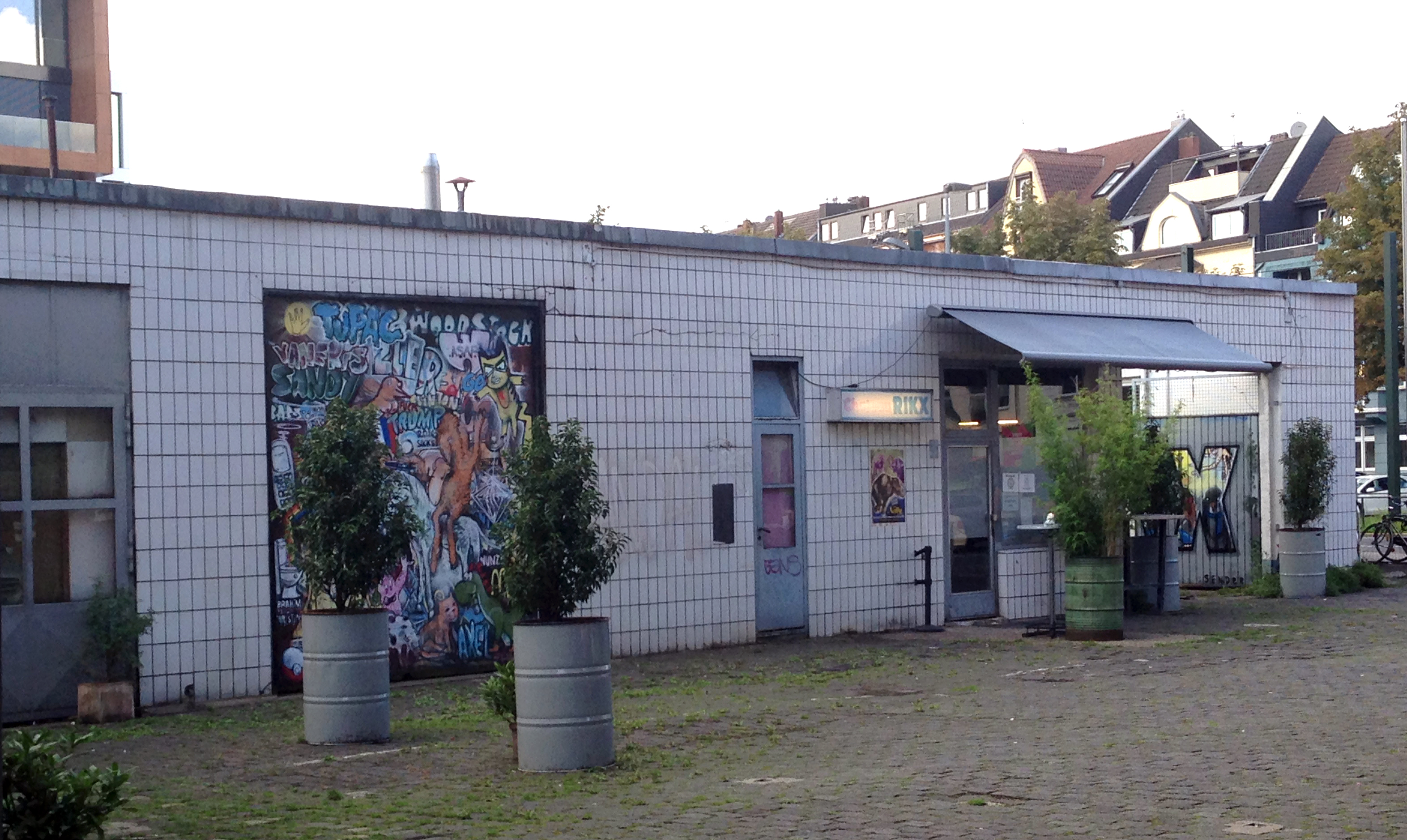
Platz vor dem „Château Rikx“ (2017)

Am Belsenplatz Nr. 2 befindet sich der Alte Bahnhof Oberkassel, mit farbiger Verblendung aus roten und gelben Ziegeln, das heute als Brauhaus für Altbier mit Gastronomie genutzt wird.
Dem gegenüber wurde in den Jahren 1898 bis 1900 die Blockrandbebauung im Stil der Neurenaissance gebaut. Das Gebäude Belsenplatz Nr. 1 wurde durch die Baufirma „Weyland und Hoover“ ausgeführt. Seit 2009 befindet sich hier die Brasserie „Hülsmann“. Das Haus Nr. 3 wurde vom Architekten Fritz Hofmeister (1869–1941) erstellt, welcher auch das Warenhaus Tietz an der Schadowstraße gebaut hatte. Auch dieses Gebäude unterhält zu ebener Erde zweierlei Gastronomien und einen Zeitschriften-/Tabakhandel mit Post-Stelle.
Inmitten des Platzes, auf der Verkehrsinsel, steht unter der Nr. 5 ein Rheinbahnpavillon mit Zugang zu öffentlichen Toiletten.
Hinter dem Alten Bahnhof, auf dem ehemaligen Gelände der Staatseisenbahn Neuss mit Bezeichnung Belsenplatz Nr. 2a, befand sich, in einer ehemaligen Autowerkstatt für Reifenwechsel, das „Château Rikx“. Das Rikx war zugleich Kneipe, Café, Viertelbar und Club mit Abbruchcharme. Im Mai 2022 genehmigte die Bezirksvertretung 4 die, von einem privaten Investor, geplante Bebauung des Areals hinter dem alten Bahnhof am Belsenplatz.
- Denkmale und Gebäude in der Umgebung des Platzes – siehe Liste der Baudenkmäler in Oberkassel

## Verkehr

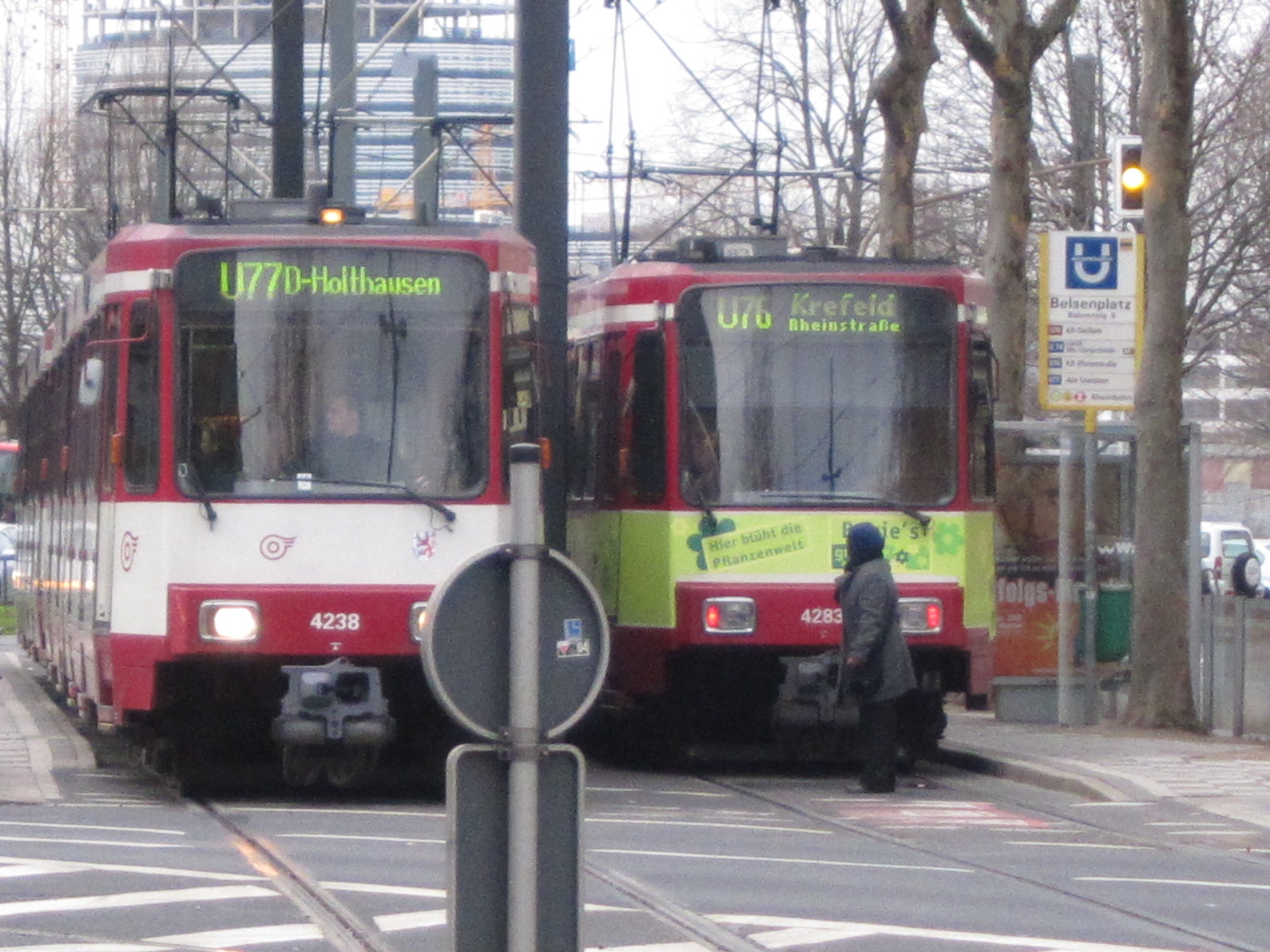

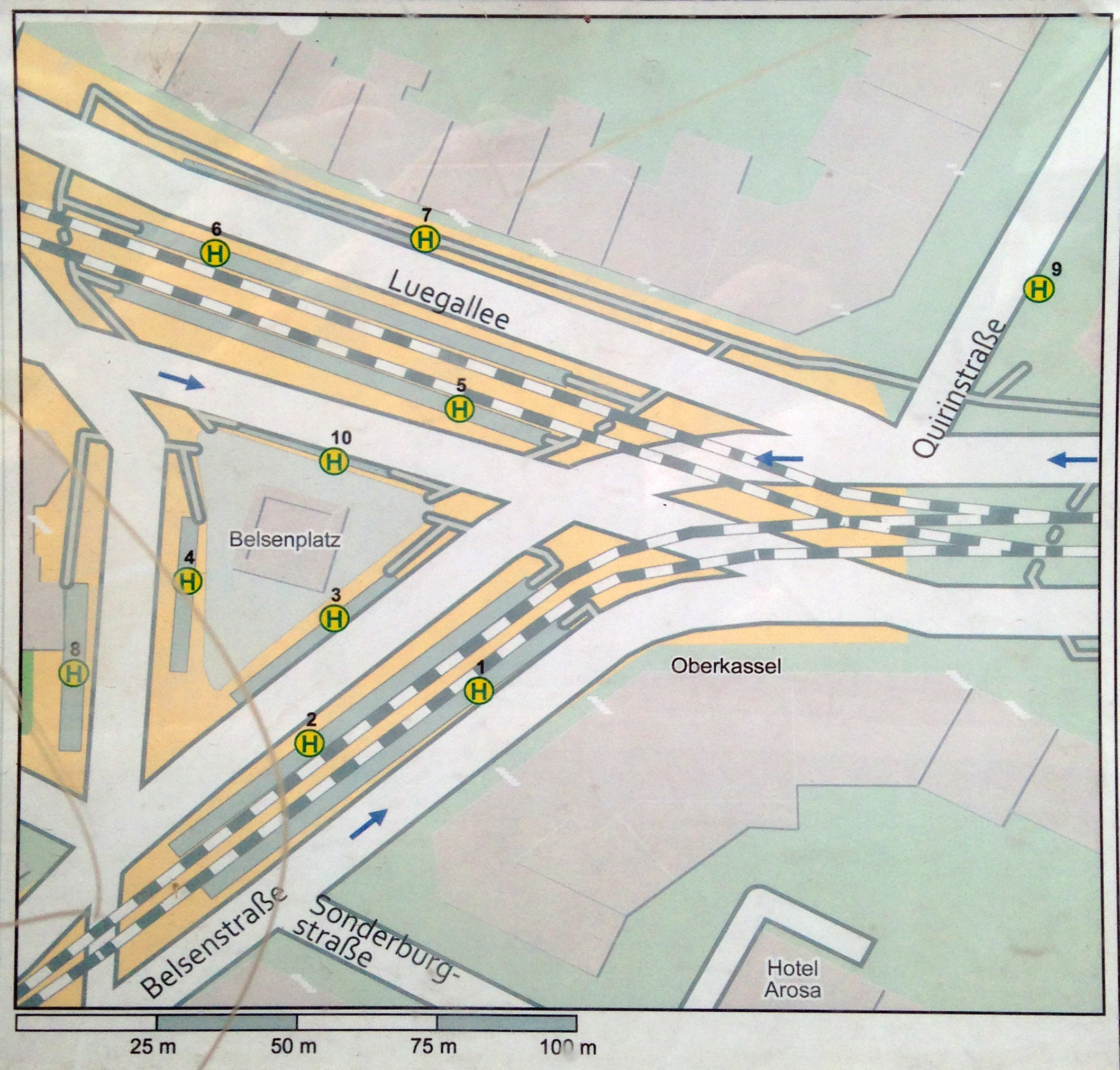
Belsenplatz Plan der Haltestellen, 2017

Der Belsenplatz ist der linksrheinische Verkehrsknotenpunkt der Stadtbahn-Linien U70, U74, U76 U77 und U75 und der Buslinien 828, 862, 833, 834, 835, 836 und 805 (Nachtverkehr).

## Heutige Bedeutung

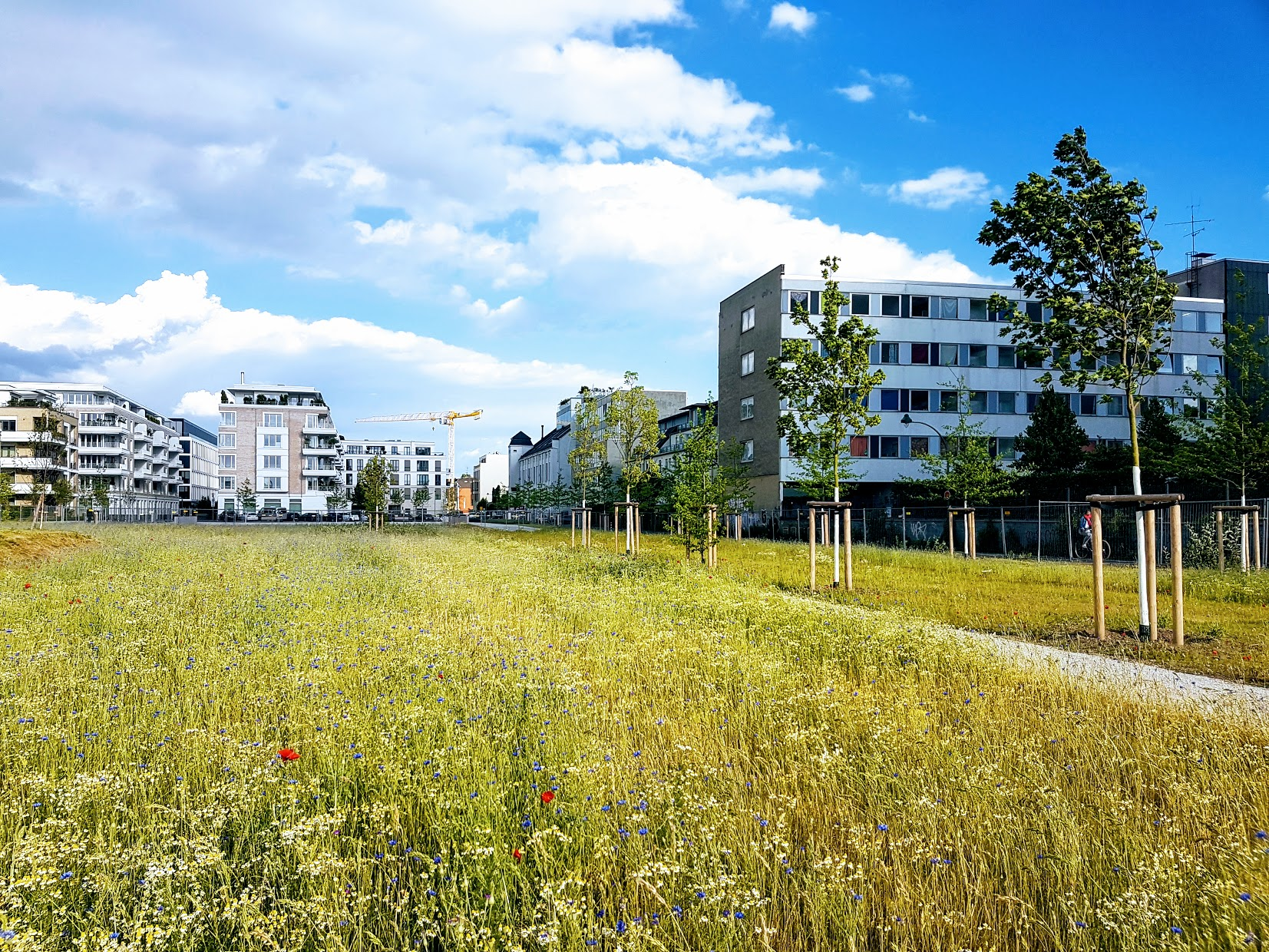
Belsenpark, 2017

Über eine Fußgängerzone und die „Theo-Champion-Straße“ schließt sich der 2017 fertiggestellte „Belsenpark“, ein Park mit dem ihn umgebenen Wohngebiet (eine so genannte grüne Achse), welcher auf dem Gelände des ehemaligen Güterbahnhofs Oberkassel liegt, an. Mit dem Bau der Grünanlage des „Belsenparks“, eines 20.400 Quadratmeter umfassenden Parks an der „Ria-Thiele-Straße“, entlang des „Greifweges“ wurde im März 2016 begonnen. Der Park soll als Naherholungsgebiet für die Bevölkerung dienen.
Obwohl sich durch zusätzliche Baumaßnahmen hinter dem Belsenplatz das Verkehrsaufkommen erhöht hat, ist die Infrastruktur seit Langem unverändert. Seit Jahren wünscht sich die linksrheinische Bezirksvertretung, zunehmend mit jeder neuen Immobilie im Einzugsgebiet des Stadtteils, ein angepasstes Verkehrskonzept, insbesondere für den Belsenplatz. Die Stadtplaner vertrösten die Politiker von Jahr zu Jahr. So hieß es etwa im Jahr 2014, man befinde sich noch im Abstimmungsprozess. Die Fachverwaltung der Stadt ist der Meinung, dass der Platz wegen seiner vielen Verkehrsbeziehungen nicht zu gestalten sei, Vorschläge des linksrheinischen Verkehrs- und Verschönerungsvereins (VVV) nicht ausführbar und zu teuer. Die Architektengruppe des linksrheinischen VVV hatte 2006 einen Entwurf zum Umbau und zur Gestaltung des Platzes vorgelegt, dessen Kernpunkt und Voraussetzung die Zusammenlegung der drei Bahnhaltestellen zu einem Hochbahnsteig ist.